# Lista dos países do Sudeste Asiático por PIB (PPC)

Países do Sudeste Asiático

O sudeste asiático é uma região da Ásia que inclui os países da península da Indochinae os arquipelogos que formam a Indonésia e a Filipinas. Tem como limite norte a China, e o Mar da China Meridional, limite ocidental a Índia, Bangladesh e o golfo de Bengala. O limite oriental é o Mar das Filipinas e a Papua Nova Guiné; e o limite sul o Mar de Timor e Mar de Arafura.
Esta é uma lista de países do Sudeste Asiático ordenado pelo tamanho de sua economia pelo Produto Interno Bruto em paridade de poder de compra (PPC) baseada nas páginas do World Economics Researchem 2025, Fundo Monetário Internacional em 2025 e para as ilhas de Christmas e Cocos pelo Australian Bureau of Statistics em 2021. A lista é ordenada pelo tamanho da economia de cada país ou território.
A lista de População é baseada nas projeções da ONU para o ano de 2025 e foram obtidas na página da Worldometers.info..

## Lista de países e territórios externos do sudeste asiático
| Ranque | País ou Território                 | PIB em milhões de US (PPC) | PIB per capita em US (PPC) | População   | Área      | Ano  | Ref.  |
| ------ | ---------------------------------- | -------------------------- | -------------------------- | ----------- | --------- | ---- | ----- |
| 1      | Indonésia                          | 6 221 970                  | 21 776                     | 285 721 000 | 1 904 569 | 2025 | [ 2 ] |
| 2      | Tailândia                          | 2 292 340                  | 32 007                     | 71 620 000  | 513 120   | 2025 | [ 2 ] |
| 3      | Vietname                           | 2 181 540                  | 21 472                     | 101 599 000 | 331 340   | 2025 | [ 2 ] |
| 4      | Filipinas                          | 1 839 030                  | 15 747                     | 116 787 000 | 300 000   | 2025 | [ 2 ] |
| 5      | Malásia                            | 1 780 000                  | 49 475                     | 35 978 000  | 330 621   | 2025 | [ 2 ] |
| 6      | Singapura                          | 918 360                    | 156 423                    | 5 871 000   | 736       | 2025 | [ 3 ] |
| 7      | Myanmar                            | 496 480                    | 9 051                      | 54 851 000  | 676 578   | 2025 | [ 2 ] |
| 8      | Camboja                            | 177 250                    | 9 931                      | 17 848 000  | 181 035   | 2025 | [ 2 ] |
| 9      | Laos                               | 97 480                     | 12 382                     | 7 873 000   | 236 000   | 2025 | [ 2 ] |
| 10     | Brunei                             | 55 950                     | 120 064                    | 466 000     | 5 765     | 2025 | [ 2 ] |
| 11     | Timor-Leste                        | 6 896                      | 4 860                      | 1 419 000   | 14 874    | 2025 | [ 3 ] |
| 12     | Ilha Christmas ( Austrália)        | 157                        | 92 544                     | 1 700       | 135       | 2021 | [ 4 ] |
| 13     | Ilhas Cocos (Keeling) ( Austrália) | 34                         | 56 191                     | 600         | 14        | 2021 | [ 5 ] |
|        | Sudeste Asiático                   | 16 067 487                 | 22 952                     | 700 035 300 | 4 495 587 |      |       |